# Vision d'Escaflowne
Autre
Vision d'Escaflowne (天空のエスカフローネ, Tenkū no Esukafurōne) est une œuvre japonaise déclinée sur plusieurs supports distincts : un manga shōnen, un manga shōjo, un anime et un film. 
Le titre du projet original est Tenkū no Escaflowne, ce qui se traduit littéralement par « Escaflowne des Cieux ».

## Synopsis
Hitomi, lycéenne championne d'athlétisme, versée dans l'art de la cartomancie, se trouve un jour victime d'étranges visions et perd conscience en plein entraînement. 
Peu après, pendant un autre cours, une de ses visions se matérialise. Une colonne de lumière se forme, faisant apparaître devant elle un jeune homme en armure. Il s'agit de Van Fanel, héritier du Royaume de Fanelia. Avant qu'elle ait le temps d'en savoir davantage, un dragon surgit devant les yeux incrédules de Hitomi et de deux de ses amis présents, Yukari et Amano.
Van, lui, est bien décidé à affronter la bête et au terme d'un duel mouvementé, il gagne le combat et récupère une étrange pierre rosée, qu'il nomme energist, dans les entrailles de l'animal qui s'évanouit en fumée.
Hitomi s'approche de lui pour savoir s'il va bien, mais il se montre désagréable. Alors qu'ils se disputent, un halo de lumière se forme autour d'eux et ils sont transportés sur la planète Gaea (Gaïa en VF), d'où vient Van et dans le ciel de laquelle brillent notre Lune et la Terre, appelée par les habitants « la Lune des Illusions ».
Les deux adolescents regagnent la capitale du pays de Van mais la cité se trouve rapidement attaquée… Hitomi et Van, font par la suite la connaissance du chevalier Allen Schezar, du royaume d'Asturia (Astria en VF). Ils doivent lutter contre l'empire Zaïbach, une contrée d'une puissance incroyable aux objectifs mystérieux. Pour cela, les guerriers utilisent notamment des guymelefs (sortes d'armures géantes, des mechas)  parmi lesquels Escaflowne, celui de Van, qui intéresse particulièrement l'ennemi, et Sherazade celui d'Allen. 
Hitomi, dont les visions deviennent de plus en plus fréquentes, découvre qu'un pendentif qu'elle avait hérité de sa grand-mère semble avoir un pouvoir en ce monde et se retrouve alors au cœur du conflit.

## Thèmes abordés
Vision d'Escaflowne se déroule dans un univers d'heroic fantasy parsemé d'un zeste de technologie. À travers des scènes de combats et à travers l'histoire de personnages souvent tourmentés, la série aborde une réflexion sur les thèmes suivants :
- la cartomancie (forme de voyance qu'utilise Hitomi) ;
- la chevalerie (importance de l'art de l'épée, existence d'ordre comme les Caeli Knights (Chevaliers Célestes en VF)) ;
- la diplomatie et la guerre (Gaea est composée de plusieurs pays, ceux évoqués sont Fanelia, Asturia, Zaibach, Freid (Fleid en VF), Basram, Daedalus (Didarius en VF), Cesario (Chezario en VF) et Egzadia) ;
- la nature violente de l'humain, la violence en général, sa légitimité, son origine ;
- le destin, la fatalité et la chance ;
- l'ambition et l'orgueil ;
- la mythologie (grecque, romaine, peuple de Mû…) et particulièrement la légende d'Atlantis ;
- peut-être aussi l'amour (même si pour certains, ce côté n'est juste qu'un prétexte pour aborder les autres sus-nommés).

## Personnages principaux
Hitomi KanzakiPersonnage principal, jeune fille, sportive, très douée au 100 m féminin, pas très sûre d'elle-même en ce qui concerne ses sentiments. De sa grand-mère maternelle, elle a hérité un étrange pendentif et un jeu de tarots dont elle connaît les principes d'interprétations. Elle est la seule terrienne sur la planète Gaea.
Van Slanzar de FanelRoi de Fanelia par son père, descendant d'un peuple ailé par sa mère ; seul capable de piloter Escaflowne (avec lequel il a fait un pacte de sang), un guymelef de légende construit par le peuple Ispano.
Allen Crusade ShezarCaeli Knight d'Asturia et responsable du fort de Castelo, grand charmeur auprès de la gent féminine, possesseur du guymelef Sherazade.
Princesse Millerna (Mirana en VF) Sara AstonBenjamine des trois filles du roi d'Asturia, secrètement amoureuse d'Allen, elle a abandonné ses études de médecine sous la pression familiale.
Meruru (Merle en VF)Fille-chat, orpheline, amie d'enfance de Van, sauvée par le guerrier Balgus après l'attaque d'Irini, un petit village de Fanelia, probablement par des braconniers.
DornkirkEmpereur de l'empire Zaïbach, appelé à certains moments Isaac, en relation possible avec Isaac Newton.
Dilandau AlbatouVéritable fou sanguinaire, psychopathe et pyromane, guerrier étrangement androgyne. Alter Ego de la sœur de Allen.
FolkenGénéral des armées de Zaibach, dit le stratège, ancien membre du groupe des sorciers dont il porte encore la cape, et frère aîné de Van. Il a perdu son bras droit lors de sa chasse rituelle contre le dragon, alors qu'une victoire lui aurait permis de devenir roi de Fanelia et de conclure le pacte de sang avec Escaflowne. L'empereur Dornkirk lui a permis de continuer à vivre en lui greffant un bras mécanique. Incapable de piloter Escaflowne, Folken peut quand même, grâce à son lien familial avec Van, interagir avec.
Naria et EriyaSœurs jumelles, femmes-léopards (ou chats, les encyclopédies et traductions divergent sur ce point), guerrières redoutables, entièrement dévouées à Folken, qui les a sauvées d'une mort certaine dans leur enfance. Naria a le pelage gris, Eriya des nuances plus dorées. Leurs parents sont tués par des villageois qui ne supporte pas les êtres mi humains mi félins.
Balgus (Vargas en VF)Maître d'armes d'Allen et de Van, Il meurt pendant la destruction de Fanelia par l'Empire Zaïbacher.
YukariMeilleure amie d'Hitomi, manager de son équipe d'athlétisme, témoin de sa disparition. C'est une terrienne.
Susumu AmanoTrès bon ami d'Hitomi et champion de 100m, l'un des deux témoins, avec Yukari, de l'étonnante disparation d'Hitomi. C'est un terrien.
JajukaHomme-chien, sorte de garde-fou pour Dilandau.

## Manga

### Fiche
Distribué en français par Pika Édition, il reprend de manière assez générale la même histoire que l'animation mais les personnages ont des apparences différentes. Ceci est dû au fait que les deux projets ont été menés indépendamment mais en utilisant la même intrigue générale.
Paru entre avril 2002 et août 2003, en 8 volumes.

## Anime
Composée de 26 épisodes de 23 minutes correspondant chacun à un arcane du jeu de tarot de l'héroïne Hitomi, la série a été créée par les studios Sunrise en 1995 d'après le monde imaginaire de Vision d'Escaflowne et diffusée à partir d'avril 1996 sur TV Tōkyō. En France, la série a été distribuée par Dybex, diffusée à partir du 4 septembre 1999 en clair à 17 heures sur Canal+, puis rediffusée sur Mangas et Game One.
Un film a également été produit en 2000. Le design, légèrement différent, est toujours signé Nobuteru Yūki (ce dernier, occupé sur un autre projet en 1996,  avait vu ses dessins pour la série repris par Hiroshi Osaka, le directeur de l'animation). La trame a été revue et le traitement général est plus sombre et plus adulte, s'attardant sur la psychologie des personnages. Hitomi, notamment, y est dépeinte comme une jeune fille déprimée aux tendances suicidaires, à la recherche d'une raison d'exister, et Van, assumant pleinement son statut de roi avec force et sans crainte, est plus déterminé.

### Fiche technique
- Création : Shoji Kawamori, Kazuki Akane, Hajime Yatate
- Production : Yumi Murase (TV Tōkyō), Masahiko Minami (Sunrise)
- Distribution en Europe : Dybex.
- Musiques : Yōko Kanno et Hajime Mizoguchi.
- Dessin des personnages : Nobuteru Yūki
- Dessin des robots : Kimitoshi Yamane

### Doublage
|                  | Japonais        | Français         |
| ---------------- | --------------- | ---------------- |
| Hitomi Kanzaki   | Māya Sakamoto   | Naïke Fauveau    |
| Van Fanel        | Tomokazu Seki   | Olivier Jankovic |
| Allen Schezar    | Shinichiro Miki | Luc Mitteran     |
| Dilandau Albatou | Minami Takayama | Brigitte Aubry   |
| Dryden Fassa     | Jūrōta Kosugi   | Yann Pichon      |
| Millerna         | Mayumi Īzuka    | Bérangère Jean   |
| Folken Fanel     | Jōji Nakata     | Jacques Albaret  |
| Merle            | Ikue Ōtani      | Patricia Legrand |

#### Autres voix françaises
- Thierry Kazazian : Gaddes, Téo, Zongui, Jajuka
- Danièle Hazan : Chid, Varie Fanel, mère d'Hitomi
- Olivier Hémon : Balgus, Le Roi Aston

#### Autres voix japonaises
| - Kappei Yamaguchi : Chesta - Kōji Tsujitani : Jajuka - Masahiro Ogata : Katz - Ginzō Matsuo : Kio - Chafurin (Fūrin Cha) : L'homme taupe - Masato Yamauchi : Dornkirk - Nobuyuki Hiyama : Ort | - Takehiro Murozono : Pyle - Yuji Ueda : Reeden - Ginzō Matsuo : Ruhm - Toshihiko Nakajima : Teo - Yoshiko Kamei : Van (enfant) - Tesshō Genda : Goau, le père de Van - Mayumi Iizuka : Yukari Uchida |